# Indonézia nagysebességű vasúti közlekedése
Indonézia nagysebességű vasúti közlekedése jelenleg a Jakarta-Bandung nagysebességű vasútvonalon (indonézül: Kereta Cepat Jakarta–Bandun) zajlik, mely jelenleg Indonézia, Délkelet-Ázsia és egyben a Déli félteke első és eddig egyetlen nagysebességű vasútvonala, amely a fővárost, Jakartát köti össze az ország harmadik legnagyobb városával, Bandunggal. A vonal 2023. október 2-án lett átadva, a vonatok maximális sebessége a vonalon 350 km/h, egy szerelvény egyszerre akár 600 utast tud szállítani.
A nagysebességű vasúti szolgáltatás neve Whoosh (indonézül: Waktu Hemat, Operasi Optimal, Sistem Handal azaz Időtakarékos, Optimális működtetés, Kiváló rendszer).

## Építése
Egy nagysebességű vasútvonal építését az indonéziai kormány sok éven át tervezgette. A kínai és a japán kormányok mindketten érdeklődésüket fejezték ki a projekt irányt, hiszen mindkét országnak lett volna technológiája a vasútvonal megépítésére. Habár Japán a vonal Surabayáig való meghosszabbítását is megtervezte, amely a jelenlegi 142-ről 730 km-re növelte volna a vonal hosszát, a projektet végül Kína nyerte el, mert tudott olyan olcsó hiteleket adni, amelyekre Japán nem volt képes.
A tervek alapján elkészült vasútvonal lerövidítette  a Jakarta és Bandung közötti utazási időt 3 óráról 45 percre. 2015. március 26-án Joko Widodo, Indonézia miniszterelnöke Kínába látogatott, ahol a projektről tárgyalt Hszi Csin-ping kínai elnökkel. A tárgyalás után a kínai elnök támogatta az ötletet, és egy nyilatkozatot írtak alá. Ezután már csak a megvalósítót kellett kiválasztani, hosszas választás után a kínai kormányra esett a sor, amely 5 milliárd amerikai dolláros megvalósítási árat szabott meg, amelyet az indonéz kormány elfogadott. 2016. január 21-én, a projekt elkezdésekor nagy ceremóniát tartottak. A vonalat az első tervek szerint 2019-ben avatták volna fel, de ez földterületi konfliktusok és a koronavírus miatt 2023. augusztusára, majd tesztelési késések miatt 2023. októberére csúszott. Az átadót október 1-re tervezték, de aznap az indonéz miniszterelnök elfoglalt volt, így átrakták másnapra. A projekt így az eredeti 5 milliárd dollár helyett 7,2 milliárd dollárba került. 2023. novembertől napi 14 vonatpár jár a vonalon. Egy jegy egy útra 150 000 rúpia (3400 Ft).

## Meghosszabbítási tervek
A 2015-ös tervezés során Japán megtervezte a vonal Surabayáig való meghosszabbítását, amely végül nem valósult meg, mivel Kína nyerte meg a projektet. Viszont 2023 októberében az indonéz közlekedési miniszter újra bejelentette, lehet, az alapvonal sikere után a vonalat meg fogják hosszabbítani a kelet-jávai Surabaya városáig. A vonal azért is megvalósulhat, hiszen Jakarta és Surabaya között lerövidítené az utazás idejét 3-3,5 órára, míg az jelenleg hagyományos vonatokkal 11 óra.

## Útvonal
| Állomás                      | Állomástávolság | Utazási távolság | Város    |
| ---------------------------- | --------------- | ---------------- | -------- |
| Halim                        | 0,00 km         | 0,00 km          | Jakarta  |
| Karawang még nincs kész      | 41,17 km        | 41,17 km         | Karawang |
| Padalarang eredetileg Walini | 55,55 km        | 97,22 km         | Bandung  |
| Tegalluar                    | 45,58 km        | 142,80 km        | Bandung  |

A vasútvonalból 71,63 km a föld szintjén fut, 53,54 km viadukton, a maradék 15,63 km pedig alagútban.